# Бей, Дмитрий Витальевич
Дмитрий Витальевич Бей (род. 29 сентября 1967) — российский легкоатлет, специалист по бегу на короткие дистанции. Выступал за сборную России по лёгкой атлетике в 1990-х годах, обладатель бронзовой медали чемпионата Европы, серебряный призёр Универсиады в Фукуоке, победитель и призёр первенств национального значения. Мастер спорта России международного класса.

## Биография
Дмитрий Бей родился 29 сентября 1967 года.
Занимался лёгкой атлетикой в Хабаровске, также на некоторых соревнованиях параллельным зачётом представлял Москву.
Впервые заявил о себе на всероссийском уровне в сезоне 1994 года, когда на чемпионате России в Санкт-Петербурге стал бронзовым призёром в беге на 400 метров. Благодаря этому успешному выступлению вошёл в состав российской национальной сборной и выступил на чемпионате Европы в Хельсинки — в программе эстафеты 4 × 400 метров вместе с соотечественниками Михаилом Вдовиным, Дмитрием Косовым и Дмитрием Головастовым завоевал бронзовую медаль, уступив только командам из Великобритании и Франции. В той же дисциплине стал бронзовым призёром на Играх доброй воли в Санкт-Петербурге.
Будучи студентом, в 1995 году представлял страну на Универсиаде в Фукуоке, где совместно с Иннокентием Жаровым, Сергеем Ворониным и Дмитрием Косовым стал серебряным призёром в эстафете 4 × 400 метров, пропустив вперёд сборную США.
В 1997 году в дисциплине 400 метров одержал победу на зимнем чемпионате России в Волгограде, в эстафете 4 × 400 метров занял четвёртое место на чемпионате мира в помещении в Париже. На Кубке Европы в Мюнхене был третьим в эстафете 4 × 400 метров. На летнем чемпионате России в Туле с московской командой выиграл эстафету 4 × 400 метров. В качестве запасного спортсмена присутствовал в эстафетной команде на чемпионате мира в Афинах.
В 1998 году на чемпионате России в Москве взял бронзу в беге на 200 метров.
Завершил спортивную карьеру по окончании сезона 1999 года.
За выдающиеся спортивные достижения удостоен почётного звания «Мастер спорта России международного класса».